# Augustin Janssens
Augustin Romain Janssens (ur. 24 września 1930 w Saint-Gilles) – belgijski piłkarz grający na pozycji napastnika. Był reprezentantem Belgii.

## Kariera klubowa
Swoją karierę piłkarską Janssens rozpoczął w klubie Royale Union Saint-Gilloise, w którym w sezonie 1948/1949 zadebiutował pierwszej lidze belgijskiej i grał w nim do 1958 roku. W latach 1958–1960 grał w Daring Club de Bruxelles, a w sezonie 1960/1961 w Olympic Charleroi, w którym zakończył karierę.

## Kariera reprezentacyjna
W reprezentacji Belgii Janssens zadebiutował 25 grudnia 1952 w wygranym 1:0 towarzyskim meczu z Francją, rozegranym w Colombes. W swojej karierze grał w eliminacjach do MŚ 1954. Od 1952 do 1956 rozegrał w kadrze narodowej 9 meczów i strzelił 1 gola.